# 戈申 (愛達荷州)
戈申（英語：Goshen）是位於美國愛達荷州賓厄姆縣的一個非建制地區。

## 地理
戈申的座標為43°18′35″N 112°05′00″W / 43.30972°N 112.08333°W，而該地的平均海拔高度為1,413米（即4,636英尺）。